# Kona-kaffe
Kona-kaffe, en variant af (Coffea arabica), bliver dyrket på øen Hawaii i staten Hawaii, USA i Kona-distriktet nord og syd for Kailua-Kona, på de vestlige skrænter af Mount Hualalai og Mauna Loa i en højde på mellem 300- og 700 meter.
Kona-kaffen har en meget stærk aroma og smag og er forholdsvis sjælden da den ikke produceres industrielt men af ca. 600 småbrug i distriktet.
Kaffe kræver en speciel kombination af sol, jordbund og vand, hvor mønstret i Kona er klare solrige morgener, fugtige og regnfulde eftermiddage og milde nætter.
Kun kaffe fra dette distrikt bør kaldes Kona medens andre kaffesorter, som dyrkes i staten er Hawaii-kaffe. 
Det skal dog tilføjes at statens lovgivning tillader at andre kaffesorter iblandet mindst 10% Kona-kaffe må sælges under dette navn, men med angivelse af mængden af tilsat Kona medens den rigtige vare bærer en certificeret etiket som angiver at der er tale om 100% ren Kona-kaffe, som af gode grunde er meget kostbar.